# Tambana indeterminata
Tambana indeterminata is een vlinder uit de familie van de uilen (Noctuidae). De wetenschappelijke naam van de soort werd voor het eerst geldig gepubliceerd in 2015 door Behounek, Han en Kononenko.